# Міртойське море
Міртойське море (грец. Mυρτώο Πέλαγος, Myrtöo Pelagos) — давня антична назва частини Середземного моря між Кікладськими островами і Пелопоннесом. Воно описане як частина Егейського моря на південь від Евбея, Аттики та Арголіди.
За Страбоном, воно простягалось від мису Суніона до Коринфа та Саронічної затоки. За Плінієм, Міртойське море починалось біля Мегарскої затоки й омивало береги Аттики.
У сучасній географії термін не використовується.

## Назва
Одна з версій назви говорить, що море було назване на честь міфічного героя Міртіла, який був кинутий у море Пелопом.